# Cockeraga River
Cockeraga River är ett vattendrag i Australien. Det ligger i delstaten Western Australia, omkring 1 200 kilometer norr om delstatshuvudstaden Perth.
Omgivningarna runt Cockeraga River är i huvudsak ett öppet busklandskap. Trakten runt Cockeraga River är nära nog obefolkad, med mindre än två invånare per kvadratkilometer. Genomsnittlig årsnederbörd är 562 millimeter. Den regnigaste månaden är januari, med i genomsnitt 276 mm nederbörd, och den torraste är augusti, med 1 mm nederbörd.